# Clément Berthet
Clément Berthet (Pierre-Bénite, 2 augustus 1997) is een Frans wielrenner die anno 2022 uitkomt voor AG2R-Citroën.Voordat Berthet volledig overstapte naar het wegwielrennen, was de Fransman actief als mountainbiker.

## Resultaten in voornaamste wedstrijden
| Jaar | Ronde van Italië | Ronde van Frankrijk | Ronde van Spanje |
| ---- | ---------------- | ------------------- | ---------------- |
| 2021 |                  |                     |                  |
| 2022 |                  |                     |                  |
| 2023 |                  | 25e                 |                  |
| 2024 |                  |                     | 20e              |
| 2025 |                  | 36e                 |                  |

| Jaar | Luik-Bast.‑Luik | Ronde van Lombardije | Waalse Pijl | Clásica San Sebastián |
| ---- | --------------- | -------------------- | ----------- | --------------------- |
| 2021 |                 | 46e                  |             |                       |
| 2022 |                 | 14e                  |             | 14e                   |
| 2023 | 57e             | 16e                  |             | 44e                   |
| 2024 | 50e             | 27e                  |             | 14e                   |
| 2025 | 28e             |                      | opgave      |                       |

### Resultaten in kleinere rondes
| Jaar | Tour Down Under | UAE Tour | Parijs-Nice | Ronde van Catalonië | Ronde van Romandië | Ronde van Zwitserland | Ronde van Polen |
| ---- | --------------- | -------- | ----------- | ------------------- | ------------------ | --------------------- | --------------- |
| 2021 |                 |          |             |                     |                    |                       | 14e             |
| 2022 |                 | 52e      |             | 49e                 |                    | 22e                   |                 |
| 2023 |                 | 16e      | 15e         | 26e                 | 27e                | 11e                   |                 |
| 2024 | 46e             |          |             | 18e                 |                    |                       |                 |

## Ploegen
- 2021 –  DELKO (tot 1-8)
- 2021 –  AG2R-Citroën (vanaf 1-8)
- 2022 –  AG2R-Citroën
- 2023 –  AG2R-Citroën
- 2024 –  Decathlon AG2R La Mondiale
- 2025 –  Decathlon AG2R La Mondiale Team

Bidard · Bouchard · Calmejane · Champoussin · Cherel · Cosnefroy · Dewulf · Duval · Franktot en met 20 juni · Gallopin · Gastauer · Godon · Gougeard · Hänninen ·  Jullien · Jungels · L. Naesen · O. Naesen · O'Connor · Paret-Peintre · Peters · Prodhomme · Sarreau · Schär · Touzé · Van Avermaet · Van Hoecke · Vendrame · Venturini · Warbasse · Delphis (stagiair) · Lapeira (stagiair) · Retailleau (stagiair)
Berthet · Bouchard · Calmejane · Champoussin · Cherel · Cosnefroy · Dewulf · Gall · Godon · Hänninen ·  Jullien · Jungels · Lapeira · L. Naesen · O. Naesen · O'Connor · A. Paret-Peintre · V. Paret-Peintre · Peters · Prodhomme · Raugel · Retailleau (vanaf 1/8) · Sarreau · Schär · Touzé · Van Avermaet · Van Hoecke · Vendrame · Venturini · Warbasse · Delphis (stagiair) · Gautherat (stagiair) · Tronchon (stagiair)
Baudin · Berthet · Bonnamour · Bouchard · Cherel · Cosnefroy · Dewulf · Gall · Gautherat · Godon · Hänninen · Labrosse (Vanaf 1/8) ·  Lapeira · L. Naesen · O. Naesen · O'Connor · A. Paret-Peintre · V. Paret-Peintre · Peters · Prodhomme · Raugel · Retailleau · Sarreau · Schär · Touzé · Tronchon · Van Avermaet · Vendrame · Venturini · Warbasse · Chaussinand (stagiair) · Veistroffer (stagiair) · Verschuren (stagiair)
Armirail · Baudin · Bennett · Berthet · Boasson Hagen · Bonnamour (tot 25/3) · Bouchard · Cosnefroy · De Bondt · De Pestel · Dewulf · Gall · Gautherat · Godon · Hänninen · Labrosse · Lafay ·  Lapeira · Naesen · O'Connor · A. Paret-Peintre · V. Paret-Peintre · Peters · Pollefliet · Prodhomme · Retailleau · Touzé · Tronchon · Vendrame · Warbasse